# Bonópolis
Bonópolis est une municipalité brésilienne de l'État de Goiás et de la microrégion de Porangatu située sur le vaste plateau central, dans la région Centre-Ouest.

## Histoire
Les colonisateurs portugais arrivèrent, pour la première fois, dans la région aujourd’hui connue sous le nom de Goiás, près d’un siècle après la découverte du Brésil.

## Situation
Bonópolis borde les communes d'Amaralina, Mundo Novo, Novo Planalto, Porangatu et São Miguel do Araguaia.

## Démographie
En 2022, Bonópolis compte 3 299 habitants.